# Cyanidius collinus
Cyanidius collinus är en insektsart som beskrevs av Dubovsky 1966. Cyanidius collinus ingår i släktet Cyanidius och familjen dvärgstritar. Inga underarter finns listade i Catalogue of Life.